# Гејтс Макфаден
Шерил Гејтс Макфаден (енгл. Gates McFadden; Акрон, Охајо, САД, 2. март 1949) је америчка глумица.